# 蘇丹卡
49°17′2″N 36°20′11″E / 49.28389°N 36.33639°E
蘇丹卡（烏克蘭語：Суданка）是位於烏克蘭東部的村莊，由哈爾科夫州洛佐瓦區的比利亞伊夫卡市鎮負責管轄。該村始建於1925年，面積0.66平方公里，海拔高度171米，2001年人口457，人口密度每平方公里696.7人。